# 湖月堂
株式会社湖月堂（こげつどう）は、福岡県北九州市小倉北区に本社を置く菓子メーカーである。1895年（明治28年）創業。主に土産菓子を製造・販売する。看板商品は栗饅頭。
屋号の由来は創業者の知り合いで小倉の師団長であった井上光の助言により、源氏物語の注釈書『湖月抄』から名付けられた。
本店は北九州市小倉北区魚町にあり、喫茶および食事が可能な「喫茶去（きっさこ）」が併設されている。その他、北九州地区、福岡地区、山口地区に計41店舗（2010年8月現在）を展開している。

## 沿革
- 1895年（明治28年） - 創業者小野順一郎が福岡県小倉市（現・北九州市小倉北区）の現在の「本店」所在地にて菓子製造販売業を開始。
- 1918年（大正7年） - 合名会社湖月堂商店を設立。食料品・酒類および食器類の卸小売業を併せ行う。
- 1958年（昭和33年） - 小倉市浅野町（現・小倉北区浅野）に本社社屋を新築移転。同時に食料卸部門が独立した部門となる。
- 1961年（昭和36年） - 株式会社湖月堂を設立。
- 1967年（昭和42年） - 食料品卸部門からアイスクリーム部門を分離し、コゲツフーズ株式会社を設立。
- 1973年（昭和48年） - 現在地に本社社屋を新築移転し、同時に食料品卸部門を分離独立し、コゲツ産業株式会社を設立。

## 商品
- 栗饅頭
- 一つ栗
- ぎおん太鼓
- バームクーヘン
- カステラ
- 丸ぼうろ
- どら焼き
- 鶴の子

## CM
北九州市を発祥とするテレビ西日本で長年にわたってスポットCMを放送していた。CMの内容は「覚えていますか 栗の味」のCMソングに乗せて栗饅頭がズームアップされ、最後に湖月堂の包装紙にスポットライトが当たるというもの。
また、北九州市出身の作家松本清張が出演し、昔の湖月堂の紹介をするCMと栗饅頭やぎおん太鼓・福づつみなど特定の商品1種類を前面に出すバージョンもあった。

## 関連会社
- コゲツ産業
- ユタカ物流